# موتسو-جی
موتسو-جی (به ژاپنی: 毛越寺 Mōtsū-ji) معبدی وابسته به تندای است که در هیراایزومی، ایواته، استان ایواته، ژاپن واقع شده‌است.